# Lithacodia atrinotata
Lithacodia atrinotata là một loài bướm đêm trong họ Noctuidae.